# 金巻新田
金巻新田（かねまきしんでん）は、新潟県新潟市西区の町字。郵便番号は950-2146。

## 概要
1889年（明治22年）から現在の大字。角田山北東、西川左岸の低平地に位置する。
もとは江戸時代から1889年（明治22年）まであった金巻新田村の区域の一部。

### 隣接する町字
北から東回り順に、以下の町字と隣接する。
- 内野崎山
- 田島
- 道河原
- 中権寺
- 内野潟向

※西川を挟んで笠木、大友と隣接。

## 歴史
元和年間から寛永年間に当地に移住した近江国の豪族、朝妻嘉左衛門が当村を開拓。はじめは嘉左衛門新田と称したが、次に六地村を称し、1662年（寛文2年）に金巻新田に改称した。
朝妻嘉左衛門は、織田信長に敗れて信州に逃れた豪族で、曽和新田村を開発した朝妻儀右衛門は嘉左衛門の兄にあたる。

### 年表
- 1889年（明治22年）4月1日 : 合併により河西村の大字となる。
- 1901年（明治34年）11月1日 : 合併により中野小屋村の大字となる。
- 1961年（昭和36年）6月1日 : 合併により新潟市の大字となる。
- 2007年（平成19年）4月1日 : 新潟市の政令指定都市移行により、西区の大字となる。

## 世帯数と人口
2018年（平成30年）1月31日現在の世帯数と人口は以下の通りである。
| 町丁     | 世帯数 | 人口 |
| -------- | ------ | ---- |
| 金巻新田 | 12世帯 | 34人 |

## 小・中学校の学区
市立小・中学校に通う場合、学区は以下の通りとなる。
| 番地 | 小学校             | 中学校                 |
| ---- | ------------------ | ---------------------- |
| 全域 | 新潟市立小瀬小学校 | 新潟市立中野小屋中学校 |

## 交通

### 道路
- 国道116号